# 岐阜県道458号町方高山線

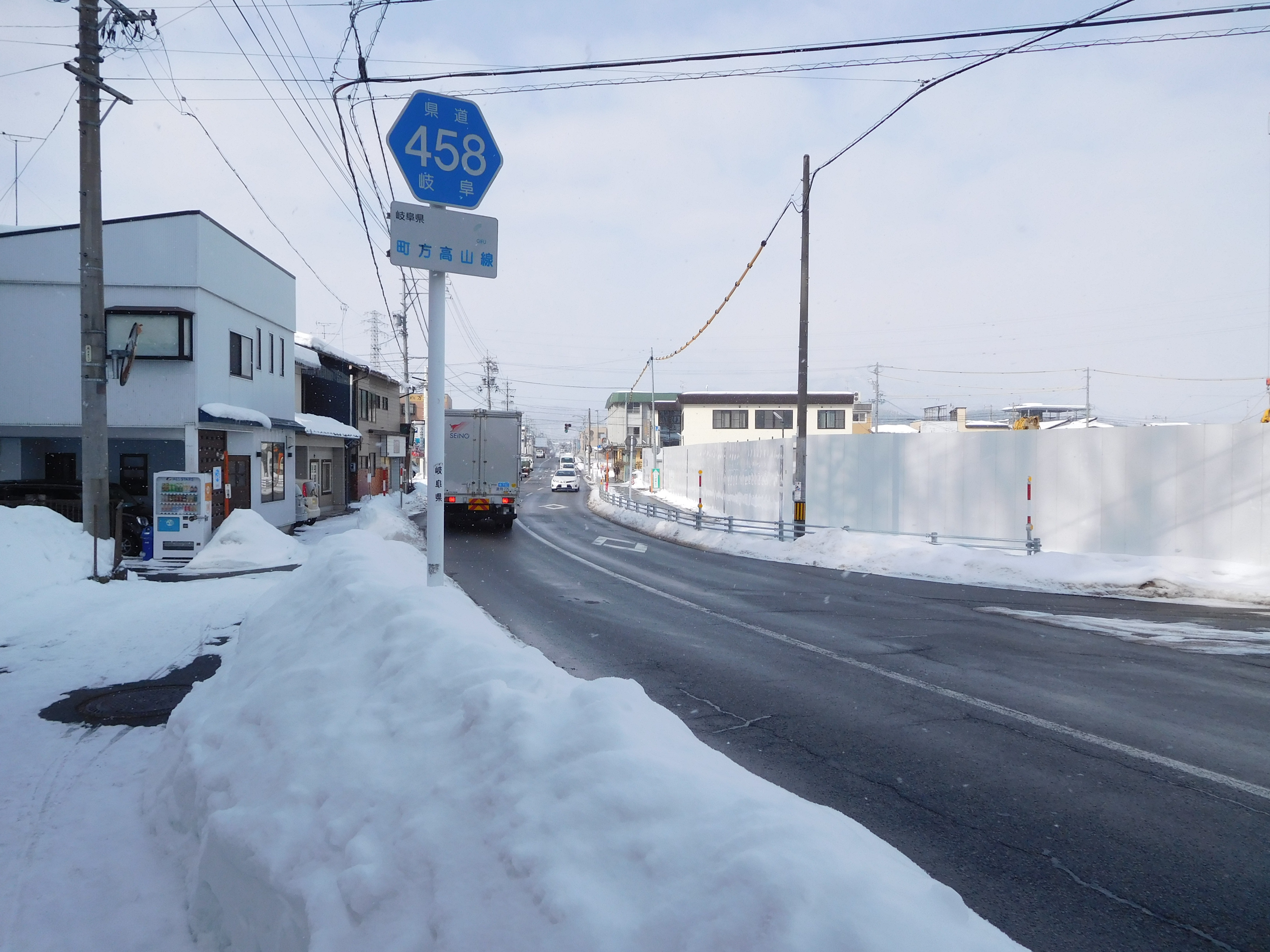
沿線風景（高山市大新町）

岐阜県道458号町方高山線（ぎふけんどう458ごう まちかたたかやません）は、岐阜県高山市内を通る一般県道である。

## 概要
岐阜県高山市丹生川町町方の岐阜県道89号高山上宝線交点を起点とし、同市上野町の上野平や同市三福寺町を抜けて高山市の市街地を通り、同市下岡本町の下岡本町南交差点（国道41号交点）が終点。同市上野町と同市丹生川町町方の一部区間ですれ違いが困難な個所があるが、その他は全線に渡って片側1車線が確保されている。特に前述の丹生川町町方には山の斜面と谷に挟まれた普通車どうしでもすれ違いが難しい区間があり、冬季も除雪によって通行は可能であるが、注意が必要である。

### 路線データ
- 起点：岐阜県高山市丹生川町町方（岐阜県道89号高山上宝線交点）
- 終点：岐阜県高山市下岡本町（国道41号交点）

## 沿革
- 1977年（昭和52年）2月27日 ： 認定[1]

## 地理

### 通過する自治体
- 岐阜県
  - 高山市

### 接続する道路
- 岐阜県道89号高山上宝線（高山市丹生川町町方）
- 岐阜県道460号石浦陣屋下切線（万人橋西交差点）
- 国道41号高山バイパス（下岡本町南交差点）

### 周辺
- 飛騨自動車学校
- 岐阜県立斐太高等学校
- 久美愛厚生病院（高山市中切町の岐阜県道457号名張上切線沿いに移転）
- JA岐阜厚生連看護専門学校
- 高山市立北小学校